# СУ-14
СУ-14 — опытная советская самоходная артиллерийская установка, разработанная в 1931—1940-х годах на базе тяжёлого танка Т-35 инженерами завода № 185 под руководством П. Н. Сячинтова. Всего было выпущено две машины.

## История создания
17 сентября 1931 года Спецмаштресту было дано задание разработать средства механизации артиллерии большой и особой мощности. Эскизные проекты были рассмотрены в июле 1932 года и в целом одобрены. На проработку были поданы два варианта: гаубичный вариант с 203-мм орудием Б-4 и пушечный вариант с 152-мм орудием БР-2. Корпус был изготовлен из катаной брони толщиной 10—20 мм, которые соединялись при помощи сварки и заклёпок. Механик-водитель располагался в передней части корпуса у левого борта, остальные члены экипажа размещались в кормовой части. Для облегчения процесса заряжания гаубицы использовались два крана, грузоподъёмностью 200 кг. Стрельба производилась только с места, и для большей устойчивости машина закреплялась на грунте с помощью двух сошников. Скорострельность приблизительно составляла 1 выстрел за 6 минут. Время перевода гаубицы из походного положения в боевое — 10 минут.

## Описание конструкции

### Броневой корпус
Корпус машины был изготовлен из листов катаной брони толщиной 10 — 20 мм, которые соединялись между собой при помощи сварки и заклепок.

### Вооружение
В качестве основного оружия использовалась 203-мм гаубица образца 1931 года (Б-4) с верхним станком, подъёмным и поворотным механизмами без каких-либо переделок. Для прицельной стрельбы использовалась панорама Герца. В качестве вспомогательного оружия применялись три 7,62-мм пулемёта ДТ, которые могли устанавливаться в шести бугельных установках (по три на борт). Кроме того, для одного пулемёта ДТ была предусмотрена зенитная турель, расположенная справа в передней части палубы самохода. Возимый боекомплект установки составлял 8 выстрелов раздельного заряжания и 2268 патронов (36 дисков) к пулемётам ДТ.

### Средства наблюдения и связи
Триплекса у самоходки не было — функцию наведения орудия на цель производил командир орудия из укрытия или ДЗОТа, находившегося неподалёку от орудия и на возвышенности. Команды офицер подавал голосом или по радиостанции.

### Двигатель и трансмиссия
На установке использовался 4-тактный 12-цилиндровый V-образный карбюраторный двигатель М-17 мощностью 500 л. с. (368 кВт) с двумя карбюраторами «Зенит» (КД-1). Пуск двигателя производился с помощью стартера «Сцинтилла» мощностью 6 л. с. (4,4 кВт) и напряжением 24 В. В системе зажигания использовались два магнето «Сцинтилла 12Д» и пусковое магнето. Ёмкость топливных баков составляла 861 л. Запас хода установки по шоссе достигал 100—120 км.
Трансмиссия включала в себя: многодисковый главный фрикцион сухого трения стали по феродо, 5-ступенчатую коробку передач (заимствованную у среднего танка Т-28), два многодисковых бортовых фрикциона сухого трения (24 диска) с плавающими ленточными тормозами, два бортовых редуктора оригинальной конструкции и редуктор отбора мощности на вентилятор. Забор охлаждающего воздуха осуществлялся осевым вентилятором через заборное окно в верхнем лобовом листе корпуса и выбрасывался через боковые люки, закрытые решётками.

### Ходовая часть
Свечная, пружинная подвеска машины, крепившаяся к бортам корпуса, имела механизм выключения для её разгрузки при стрельбе. В ходовой части использовались (применительно к одному борту) восемь опорных катков среднего диаметра, шесть поддерживающих катков, направляющее колесо заднего расположения с винтовым механизмом натяжения и ведущее колесо со съёмными зубчатыми венцами цевочного зацепления с гусеницей. Узлы ходовой части были заимствованы у тяжелого танка Т-35. Опорные, поддерживающие катки и направляющие колёса имели наружную амортизацию. При испытаниях машины были использованы направляющие колеса с металлическим бандажом, которые зарекомендовали себя более надёжными в работе, чем колеса с резиновым бандажом.

### Специальное оборудование
Для облегчения процесса заряжания гаубицы с грунта и подачи снарядов в кокорах (специальных люльках) машина оборудовалась двумя кранами (лебёдками) грузоподъёмностью 200 кг. Стрельба производилась только с места, при этом машина закреплялась на грунте с помощью двух сошников, имевших ручной и электрический привод гидроцилиндров.

## Судьба и боевое применение

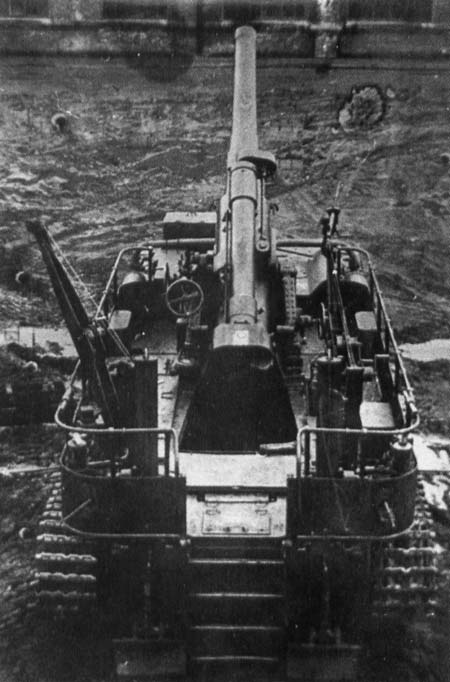
СУ-14 во дворе завода № 185 (1934 год)

После расстрела Сячинтова в 1937 году все работы по проекту были прекращены, а сами самоходки сдали на хранение на склад № 37 в Москве.
«Вспомнили» о СУ-14 лишь в декабре 1939 года. Было принято решение спешно доставить машины в Ленинград, отремонтировать и забронировать бронёй в 30-50 мм, а затем отправить на фронт. Предполагалось их использовать для стрельбы по ДОТам прямой наводкой. В феврале 1940 года обе самоходки поступили на завод № 185. Но из-за ряда трудностей бронировка их была закончена только в конце марта 1940 года, когда Зимняя война уже закончилась.
В апреле 1940 года оба экземпляра проходили испытания на НИАПе, а в июле — в Киевском военном округе. В сентябре 1940 года обе машины были переданы на хранение НИБТ Полигону. Осенью 1941 года, в ходе битвы за Москву, обе СУ-14 использовались в районе станции Кубинка для стрельбы по наступавшим немецким войскам. На этом их участие в войне закончилось.
В 1960-е годы одна из самоходок, вооружённая 203-мм орудием Б-4, была пущена на металлолом, а вторая, вооружённая 152-мм орудием БР-2, в настоящее время находится в Кубинке.

## Модификации СУ-14

### Самоходная установка СУ-14-1
По результатам испытаний СУ-14 конструкторы завода № 185 спроектировали модернизированный вариант установки, получивший индекс СУ-14-1. В начале 1936 года был закончен опытный образец установки СУ-14-1. Основные изменения в СУ-14-1 по сравнению с СУ-14 были в ходовой части, в коробке передач, главном фрикционе, бортовых передачах и т. д. Был убран механизм выключения подрессоривания при стрельбе. Вместо двигателя М-17 был установлен форсированный до 680 л. с. двигатель М-17Т. 15 мая 1936 года опытный образец СУ-14-1 с 203-мм гаубицей Б-4 был подан на полигонные испытания на НИАП. Позже 203-мм гаубица Б-4 была заменена 152-мм орудием БР-2.

### Самоходная установка СУ-14-2
Разработана в 1937 году на базе шасси танка Т-28 с использованием отдельных агрегатов танка Т-35, в 1940 году оснащена дополнительным броневым экранированием. Изначально предназначалась для разрушения долговременных укреплений противника. Вооружение: 152-мм пушка БР-2, четыре пулемёта ДТ. Экипаж — 7 человек. СУ-14-2 принимала участие в боевых действиях при обороне Москвы, где использовались для стрельбы с закрытых позиций возле станции Кубинка по наступающим войскам немцев.
Основным отличием СУ-14-2 от СУ-14-1 было наличие 152-мм орудия БР-2 в бронированной рубке.

## СУ-14 в массовой культуре

### Компьютерные игры
Модификации СУ-14 (СУ-14-1 и СУ-14-2) можно встретить в игре «World of Tanks», которые представляют собой САУ 7-го и 8-го уровня соответственно в Советской ветке развития. На игровом сленге имеет название «холодильник», а также ряд других названий.